# ناحیه کمچه
ناحیهٔ کمچه (به مجاری:  Kemecsei járás) یک ناحیه در مجارستان است که در سابولچ-ساتمار-برگ واقع شده‌است. ناحیهٔ کمچه ۲۴۶٫۴۱ کیلومتر مربع مساحت و ۲۲٬۰۶۶ نفر جمعیت دارد.